# Marzenna Mazur
Marzenna Jadwiga Mazur z domu Gągała (ur. 13 września 1962 w Słupsku) – polska etnolog i muzealnik. Od 2013 dyrektor Muzeum Pomorza Środkowego w Słupsku.

## Życiorys
Absolwentka I Liceum Ogólnokształcącego im. Bolesława Krzywoustego w Słupsku. W 1986 ukończyła studia z etnologii na Wydziale Historycznym Uniwersytetu im. Adama Mickiewicza w Poznaniu. Od ukończenia studiów związana z Muzeum Pomorza Środkowego w Słupsku. Początkowo pracowała jako asystentka, następnie awansowała i została kierownikiem Skansenu w Swołowie (oddział MPŚ). W 2013 w drodze konkursu została powołana przez marszałka województwa pomorskiego Mieczysława Struka na stanowisko dyrektora Muzeum Pomorza Środkowego w Słupsku, po odchodzącym na emeryturę Mieczysławie Jaroszewiczu.
W latach 2018–2021 i od 2021 zasiada w Pomorskiej Radzie Kultury I kadencji oraz II kadencji.